# Ýazguly Hojageldyýew
Ýazguly Hojageldyýew (Abadan, 27 febbraio 1977) è un allenatore di calcio ed ex calciatore turkmeno, tecnico dell'  Altyn Asyr.

## Carriera

### Allenatore
Ha allenato la nazionale turkmena che ha preso parte alla Coppa d'Asia 2019.

## Palmarès

### Allenatore

#### Competizioni nazionali
- Campionato turkmeno: 4

Altyn Asyr: 2014, 2015, 2016, 2017
- Coppa del Turkmenistan: 2

Altyn Asyr: 2015, 2016
- Supercoppa del Turkmenistan: 3

Altyn Asyr: 2015, 2016, 2017